# The Amazing Spider-Man

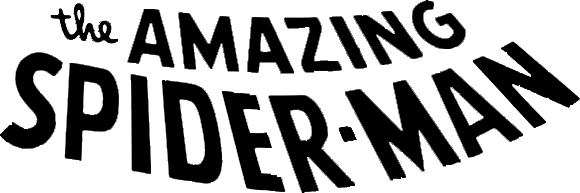
Poster "The Amazing Spider-Man"

The Amazing Spider-Man (abreviado como TASM) é uma série de quadrinhos americana publicada pela Marvel Comics desde 1963, com as aventuras do super-herói fictício Homem-Aranha.

## História da publicação
The Amazing Spider-Man é a principal revista do personagem Homem-Aranha, sendo a continuidade principal da franquia, que começou a ser publicada em 1963 como uma revista mensal e foi publicado continuamente, com uma breve interrupção em 1995, até o seu relançamento com uma nova ordem de numeração em 1999. Em 2003 a série teve a numeração revertida para a do primeiro volume. O título tem sido ocasionalmente publicado quinzenalmente, e foi publicada três vezes por mês a partir de 2008 a 2010. Um filme com o nome da revista foi lançado 03 de julho de 2012.
Depois de relançamento de Action Comics e Detective Comics da DC Comics, com novas edições #1 em 2011, Se tornou o quadrinho americano de numeração mais alta ainda em circulação, até ser cancelada. O título terminou sua fase de 50 anos publicada continuamente com a edição #700, em dezembro de 2012. Ele foi substituído por The Superior Spider-Man, como parte da Marvel NOW!, relançamento das linhas de quadrinhos da Marvel. 

O título foi relançado em Abril de 2014, recomeçando na edição #1, após o "Goblin Nation", arco de história publicado em The Superior Spider-Man e Superior Spider-Man Team-Up. No final de 2015, The Amazing Spider-Man foi relançado novamente com um novo volume com a edição #1 após os eventos de Secret Wars.
No relançamento intitulado Marvel Legacy, ocorrido em 2017, The Amazing Spider-Man voltou a sua numeração original. A revista alcançará o número #800 em 2018, e em celebração, uma edição especial de oitenta páginas será lançada, com roteiro de Dan Slott e arte de Stuart Immonen, Humberto Ramos, Giuseppe Camuncoli e Jim Cheung. Posteriormente, o escritor Dan Slott anunciou que deixará o posto após a edição #801, se tornando o roteirista a mais tempo à frente do título. A partir daí, o escritor Nick Spencer e o artista Ryan Ottley assumirão o título, cuja numeração será novamente reiniciada.